# Виголо Маркезе (Пјаченца)
Виголо Маркезе је насеље у Италији у округу Пјаченца, региону Емилија-Ромања.
Према процени из 2011. у насељу је живело 504 становника. Насеље се налази на надморској висини од 125 м.